# 卡斯泰尔科瓦蒂
卡斯泰尔科瓦蒂（義大利語：Castelcovati），是意大利布雷西亚省的一个市镇。总面积6平方公里，人口6572人，人口密度1095.3人/平方公里（2009年）。国家统计（ISTAT）代码为017041。